# Guatubesia clarae
Genre
Espèce
Guatubesia clarae, unique représentant du genre Guatubesia, est une espèce d'opilions laniatores de la famille des Gonyleptidae.

## Distribution
Cette espèce est endémique de l'État de São Paulo au Brésil. Elle se rencontre vers Caraguatatuba.

## Description
Le mâle holotype mesure 4,00 mm et la femelle paratype 3,75 mm.

## Étymologie
Cette espèce est nommée en l'honneur de Clara Pantoja Ferreira.

## Publication originale
- Soares, 1978 : « Opera Opiliologica Varia. XV. Guatubesia, novo gênero de Gonyleptidae. » Revista Brasileira de Entomologia, vol. 22, no 2, p. 99–104.